# Lasioglossum truncaticolle
Lasioglossum truncaticolle is een vliesvleugelig insect uit de familie Halictidae. De wetenschappelijke naam van de soort is voor het eerst geldig gepubliceerd in 1877 door Morawitz.